# Наумов Степан Степанович
Наумов Степан Степанович (1849 рік Липовці Київської губернії — 7 січня 1905, Одеса) — український революціонер.

## Біографія
Степан Степанович народився в місті Липовці в Київській губернії (нині місто Липовець Вінницької області України). 
З 1868 року працював в одному з друкарських будинків Одеси. З 1875 року був активним членом першої революційної Асоціації робітників, Південноросійського робітничого Союзу, в Російській імперії. Степан Степанович був одним з лідерів Спілки і, користуючись його офіційною позицією, таємно надрукував і розповсюдив нелегальну літературу в Російській імперії в той час. 
У 1876, в результаті зради, Союз зазнав поразки, Степан Степанович був заарештований і депортований до Сибіру. У 1884 йому вдалося повернутися, а в 1905, незадовго до своєї смерті, брав участь у першій російській революції.